# Biuro Badania Cen
Biuro Badania Cen – organ badawczy Ministra Przemysłu i Handlu, istniejący w latach 1926–1928, którego zadaniem było badanie życia gospodarczego kraju oraz badanie cen i kosztów w przemyśle i w handlu, jak również kosztów usług gospodarczych.

## Powołanie Biura
Na podstawie rozporządzenia Prezydenta Rzeczypospolitej z 1926 r. o ustanowieniu Biura Badania Cen powołano Biuro.
Wykonanie rozporządzenia poruczono Ministrowi Przemysłu i Handlu w porozumieniu z Ministrem Sprawiedliwości.

## Zadania Biura
Podstawowym zadaniem Biura było badanie cen i kosztów własnych w przemyśle i handlu oraz kosztów usług gospodarczych. Kolejnym zadaniem było badanie życia gospodarczego kraju, w powiązaniu z występującą koniunkturą gospodarczą. Badania poszczególnych spraw przeprowadzano za pośrednictwem ankiet lub powołanych zespołów, których członkowie składali się spośród osób, nie będących członkami Biura. Do badania trudnych spraw przewodniczący Biura zapraszał rzeczoznawców.
Przewodniczący Biura delegował członków Biura, komisji lub rzeczoznawców do badania przedsiębiorstw, a w szczególności do przeglądania ksiąg i dokumentów, a ponadto do sporządzania z nich odpisów i wyciągów. Osoba badana nie mogła zasłaniać się tajemnicą handlową lub techniczne przy składaniu zeznań.
Członkowie Biura składali przyrzeczenie, że obowiązki swoje pełnić będą według najlepszej wiedzy i sumienia oraz że zachowają w ścisłej tajemnicy wiadomości powzięte przy sprawowaniu swych czynności. Ponadto członkowie Biura zobowiązani byli do zachowania tajemnicy handlowej lub technicznej badanych przedsiębiorstw.

## Nakładanie sankcji
Kto świadomie złożył nieprawdziwe zeznanie bądź przedstawił fałszywe dowody przed Biurem był karany aresztem do 6 miesięcy i grzywną do 100 tys. zł lub jedną z tych kar. Kto popełnił czyn niedbalstwa był karany grzywną do 10 tys. zł. Kto bez usprawiedliwionego powodu nie stawił się na wezwanie Biura lub jego organu, odmówi zeznali na ustne lub pisemne pytania, był karany grzywną do 5 tys. zł.

## Kierowanie Biurem
Na czele Biura stał przewodniczącego, którego powoływał Minister Przemysłu i Handlu spośród jego członków. Przewodniczący Biura lub komisji miał prawo wzywać do osobistego stawiennictwa właścicieli przedsiębiorstw przemysłowych i handlowych, ich pełnomocników i kierowników, a także pracowników, dostawców, odbiorców i pośredników, celem składania zeznań i dowodów w sprawach objętych rozporządzeniem.
Biuro podlegało bezpośrednio Ministrowi Przemysłu i Handlu i składało się z dziewięciu członków powołanych przez Ministra na okres jednego roku spośród osób odznaczających się znajomością życia gospodarczego.

## Zniesienie Biura
Na podstawie rozporządzenia Prezydenta Rzeczypospolitej z 1928 r. o ustanowieniu Instytutu Badania Koniunktur Gospodarczych i Cen zmieniono Biuro w nową jednostkę organizacyjną.